# Miss Brasil Plus Size
Miss Brasil Plus Size é um concurso de beleza plus size brasileiro idealizado em 2009 por Alberto T. Conde, que já realizava concursos de beleza tradicionais e, vendo o crescimento da moda plus size no exterior, principalmente na Europa e EUA, resolveu criar o concurso brasileiro da categoria.
Já na primeira edição, em janeiro de 2012, conquistou o reconhecimento da mídia nacional e internacional, sendo noticia em mais de 140 países, com destaque para a capa do The Washington Post e em todas as mídias nacionais.
A primeira Miss Brasil Plus Size eleita pelo concurso foi Bárbara Monteiro, que em seguida representou o país no Miss Universo Plus Size, ficando em segundo lugar no concurso internacional. Nina Sousa, que venceu o concurso em 2019 pelo estado do Rio de Janeiro, foi intitulada Miss Brasil Top of The World pela mesma empresa realizadora do Miss Brasil Plus Size e disputou o concurso MISS TOP OF THE WORLD Ucrânia, conquistando o primeiro titulo mundial da categoria plus size para o Brasil.
As misses eleitas no concurso pela ordem cronológica são:
| Ano  | Miss                 | Estado             |
| ---- | -------------------- | ------------------ |
| 2012 | Bárbara Monteiro     | Mato Grosso do Sul |
| 2013 | Aline Zattar         | Santa Catarina     |
| 2014 | Isabelle Campestrini | Paraná             |
| 2015 | Denise Gimenez       | São Paulo          |
| 2017 |                      | São Paulo          |
| 2018 | Sanucia Pereira      |                    |
| 2018 | Ana Clara Vilela     | Mato Grosso        |
| 2019 | Amanda Lago          | Amazonas           |
| 2019 | Nina Sousa           | Rio de Janeiro     |